# Studios d'Elstree
Les studios d'Elstree sont un ensemble de plusieurs studios de cinéma et de télévision situés au nord de Londres à Elstree et Borehamwood dans le comté de Hertfordshire.
Ils ont été créés en 1914, à l'origine sous le nom de Neptune Studios, et sont rapidement devenus le centre industriel cinématographique britannique.
Pendant de nombreuses années, beaucoup de séries de télévision ont été réalisées dans ces studios, comme Le Saint, Le Prisonnier, Chapeau Melon et Bottes de Cuir ainsi que plusieurs films des Muppets.

## Historique
En 1961, Associated TeleVision (ATV) récupère les studios. La BBC achète l'emplacement en 1983.
Connus comme « Hollywood britannique », Elstree et Borehamwood ont joué un rôle dans l'histoire du film. Il est difficile d'imaginer dans ces studios des célébrités britanniques telles que : Laurence Olivier, Anna Neagle, John Mills, Alec Guinness, Ralph Richardson, Alfred Hitchcock.
Ainsi que les plus grandes stars comme : Errol Flynn, Ingrid Bergman, Elizabeth Taylor, Gregory Peck, Sophia Loren et Cary Grant.
Star Wars et Indiana Jones, trilogies de films d’aventure avec Harrison Ford, sortent de ces studios.
Elstree est aujourd'hui connu comme étant la maison de la BBC, la plupart des programmes populaires, de drames et films télévisés naissent dans ces studios.
En février 1996, le conseil municipal de Hertsmere rachète l'emplacement des studios d'Elstree sous la pression des habitants d'Elstree et de Borehamwood, fervents défenseurs et supporters de S.O.S (Save Our Studios).
Depuis son rachat, le conseil municipal a démontré son engagement dans la sauvegarde des studios en rénovant les bureaux, les équipements, la garde robe, le parking, ainsi que les décors.
Bien que le Conseil municipal reste propriétaire, les studios sont dirigés par une entreprise privée anonyme qui établit un rapport annuel au conseil d'administration.
L'industrie du film joue un rôle principal dans l'histoire, l'économie et la vitalité de la région nord de Londres.